# Касторано
Касторано (итал. Castorano) — коммуна в Италии, располагается в регионе Марке, в провинции Асколи-Пичено.
Население составляет 2227 человек (2008 г.), плотность населения составляет 158 чел./км². Занимает площадь 14 км². Почтовый индекс — 63030. Телефонный код — 0736.
В коммуне Бруцоло 31 мая особо празднуется Посещение Пресвятой Девы Марии.

## Демография
Динамика населения:

## Администрация коммуны
- Официальный сайт: http://www.comune.castorano.ap.it/ Архивная копия от 30 июля 2010 на Wayback Machine